# ماك رايدر
ماك رايدر (بالإنجليزية: Mach Rider)‏ هي لعبة فيديو سباق وَقتال بالمركبات طورتها شركة هال لابوراتوري وَنشرتها شركة نينتندو.صدرت لأول مرة على جهاز فاميكوم وَالأركيد (نينتندو فيرسيس. سيستم) في اليابان عام 1985، ثمَ في أمريكا الشمالية للأركيد في نفس العام وَلجهاز نينتندو إنترتينمنت سيستم في عام 1986، وفي أوروبا في عام 1987.صدرت لاحقًا على خدمة فرتشول كونسول لأجهزة وي (2007)، وَنينتندو 3دي أس (2013)، وَوي يو (2014). نسخة فاميكوم اليابانية كانت تدعم استخدام جهاز مسجل بيانات فاميكوم [الإنجليزية] لحفظ المسارات المخصصة. هذه الميزة لم تكن موجودة في الإصدارات الأمريكية والأوروبية، لكنها بَاتت متاحة في جميع إصدارات فرتشول كونسول باستثناء نسخة 3دي أس.

## الاستقبال
حظيت اللعبة باستقبال نقدي متباين عندَ إصدارها. أشادَ المُراجعون بمزيجها المبتكر بينَ السباق وَالقتال، حيثُ مدحت منشورات آي جي إن الشعور المثير بالسرعة والأجواء الديستوبية. وَمع ذلك، تعرضت اللعبة للانتقاد بسبب القيود التقنية. كانت التصاميم البصرية والصوتية المتكررة من بينِ الانتقاداتِ الشائعة، كما أشارت نينتندو لايف. كما أنّ صعوبة اللعبة كانت نقطة خلاف أخرى بينَ المنتقدين وَالمُراجعين. تلقى نمط إنشاء المسارات ردود فعل متباينة، حيثُ رأى بَعض المراجعين مثل Classic-Games.net أنه إضافة مرحب بها، بينما اعتبره آخرون نمطًا غير مُلهَم. بشكل عام، تُعتبَرُ لبعة ماك رايدر لعبة جيدة لكنها غيرُ مُمَيّزة وَغالبًا ما تَطغى عليها ألعاب أكثر جذابة لاسيما من ناحية التصاميم في فئة ألعاب سباق نيس. وَمع ذلك، فهيَ معروفة بسببِ مفهومها الفريد وتأثيرها على عناوين نينتندو المستقبلية مثلَ أف-زيرو.
| استقبال                                |        |
| -------------------------------------- | ------ |
| درجة المراجعة نشرة نقاط أول غيم [ 15 ] |        |
| درجة المراجعة                          |        |
| نشرة                                   | نقاط   |
| أول غيم                                | [ 15 ] |

## مقالات ذات صلة
- نينتندو للبحث والتطوير 1
- نينتندو فيرسيس. سيستم
- الدراجة الثائرة

## الملاحظات
1. ↑  يُدرج مكتب حقوق الطبع والنشر في الولايات المتحدة تاريخ نشر غلاف اللعبة وكتيب التعليمات في أمريكا الشمالية على أنه 1 أغسطس 1986.[4][5]